# Kisekae Set System

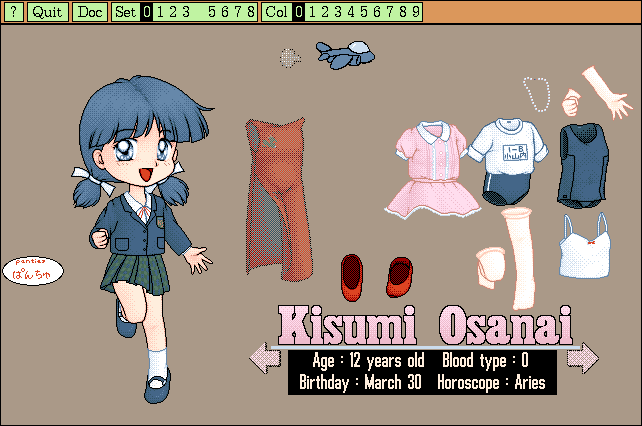
Screenshot

Das Kisekae Set System, kurz KiSS, ist eine virtuelle Umsetzung des Papier-Anziehpuppen-Prinzip, das Mitte der 1990er Jahre in Japan entwickelt wurde. Kisekae ist die Kurzform für „kisekae ningyou“, der japanischen Bezeichnung für Anziehpuppe.

## Kurze Zusammenfassung
KiSS bietet dem Benutzer eine Art interaktives Bild auf virtuellem Papier mit verschiedenen Elementen, die per Maus verschoben werden können. Hierbei liegt es an der Kreativität und den Möglichkeiten des Erstellers eines Moduls, ob man per Klick Kleidung oder Gegenstände verschieben, versteckte Elemente finden, Frisuren und Gesichtsausdruck wechseln oder kleine Animationen auslösen kann.
Technisch gesehen ist KiSS ein Grafik-Standard, der „2½ Dimensionen“ simuliert, also mit Layer-Technik arbeitet, bei dem jedes Objekt ein eigenes oder gruppiertes Cel mit eigenen Tiefeninformationen ist.
Beispiel: Socken verdecken zwar Füße, aber nicht die darüber geschobenen Schuhe, deren hintere Ebene von den Socken verdeckt wird.

## Entstehung und Entwicklung
Die Idee für die erste Version von Kisakae Set System hatte ein Programmierer namens Yav beim Betrachten eines Mangas mit einem Paperdoll-Spiel im Jahr 1991. Hierbei bestanden die Möglichkeiten, innerhalb des Moduls daraus einige wenige statische Elemente auf dem Bildschirm verschieben zu können.
Hieraus entwickelte sich über Jahre hinweg eine Art virtuelles Papier, das durch die Programmstruktur, vergleichbar mit einer Webseite ist. Vor allem das Einfügen von Java, um neue Funktionen zu entwickeln, zeigt deutlich, dass die Grenzen zwischen einer Webseite und einem KiSS-Modul, schneller aufgehoben wurde, als man es in der Anfangszeit erwartet hätte.
Die Verschmelzung von Kisekae-Modulen und Websites ist am besten mit dem Begriff Pseudo KiSS zu umschreiben, denn mit den entsprechenden Mitteln aus Flash oder Java kann man auf Webseiten durchaus Ähnliches ohne KiSS-Viewer integrieren.
Ein Unterschied ist, dass man im Viewer durch verschiedene Sets (unterschiedlichen Ebenen) mit einem Nummernfeld blättern kann. Unter Umständen stehen auch verschiedene Farbpaletten für Hintergründe und Elemente zur Verfügung. Um Kisekae nutzen zu können, muss man nicht mit dem Internet verbunden sein, man kann es also offline nutzen.
In Spielen finden sich verwandte Funktionen, wie das Wechseln der Rüstung im RPG-Bereich oder der Modus Create-a-Sim (CAS) in Sims 2. Die Modding-Szene des Simulators weist eine Art Verwandtschaft mit der Kisekae-Szene auf. Allerdings sind die Möglichkeiten der Erstellung von Charakteren in der Kreativität nicht durch vorgegebene Maßstäbe eingeschränkt, wie z. B. der Größe des Körpers oder das Hineinversetzen in die Perspektive fertiger Kleidertexturen. Die Möglichkeiten und Inhalte werden nur durch die Fähigkeiten und die Fantasie des Modul-Erstellers begrenzt.

## KiSS-Viewer und -Module
Bei der Benutzung des Kisekae Set System muss man sich vor allem bewusst sein, dass es einen gravierenden Unterschied zwischen Viewern und Modulen gibt.

### Kisekae-Viewer
Kisekae-Viewer sind grundsätzlich Freeware-Programme, die für das Benutzen von Modulen benötigt werden. Sie werden von Usern für User permanent weiterentwickelt und sind inzwischen für jede Plattform, von Amiga bis Linux und sogar für einige PDAs zu finden. Hierbei ist vor allem UltraKiSS zu empfehlen, da es neben den üblichen Viewer-Funktionen auch umfangreiche Möglichkeiten für das Erstellen und Bearbeiten eigener Module bietet und mit sämtlichen Standards kompatibel ist.
Zu den integrierten Funktionen zählen z. B. ein Text-Editor, ein Farb-Editor, ein Zeichenprogramm und ein Mediaplayer. Zusätzlich steht dem Nutzer mit „UltraKiSS-Portal“ ein einfacher Browser innerhalb des Programms zur Verfügung.
Hierbei ist zu beachten, dass es sich bei UltraKiSS um ein Open-Source-Projekt handelt, das für Windows, Mac und Linux kompatibel ist. Es wäre also nicht verwunderlich, dass es in Zukunft, eine Version geben könnte, in die z. B. die Möglichkeiten eines Webbrowsers wie Firefox integriert.

#### Modul-Standards
- FKiSSSeit Einführung des FrenchKiSS-Standards, auch als FKiSS bekannt, ist mehr Interaktivität wie Augenzwinkern oder Sound- beziehungsweise Musikelemente abspielen. Dies wurde durch Zwischenstufen FKiSS – FKiSS4 erweitert, die aufeinander, aber nicht in jedem Set vorhanden sind.

- CKiSSMit CherryKiSS-Standard, auch als CKiSS bekannt, wurde ein 32-Bit-Standard für Farben geschaffen, der allerdings nicht von jedem Viewer unterstützt wird.

### Kisekae-Module
Die Inhalte eines Moduls sind hauptsächlich Puppen, es können auch Modelle von Maschinen sein, bei denen man Teile austauschen kann oder z. B. Taschenrechner sein.
Ein Beispiel für versteckte Funktionen kann man im Ranma-½-Modul von Dov Sherman finden, in dem zwischen Ranma-kun und Ranma-chan inklusive angepasster Kleidung durch einen einfachen Klick wechseln kann.
Die Module sind Datensätze, die man entpackt, um einen Ordner mit einer oder mehreren Dolls zu erhalten. Hierbei sind die Möglichkeiten, was man vorfinden und entdecken kann, nur durch den erstellenden Künstler eingeschränkt.
Seit der Anfangszeit sind die Kisekae-Module in LZH-Dateien als im LHA-Standard auch gepackt von den Viewern ausgelesen werden können. Wobei Module im ZIP-Format inzwischen auch verarbeitet werden können.
Im Allgemeinen setzen Kisekae-Module sich aus 3 Dateiformen zusammen:
- CEL-DateienEnthalten die einzelnen Bilder der Puppen und deren Kleidungsstücke. Jedes Kleidungsstück und die Puppe selbst werden durch eine eigene CEL-Datei dargestellt.

- KCF-DateienIn denen die Palette der Module gespeichert werden. Bis zu 10 Farbpaletten können gespeichert werden.

- CNF-DateienEnthalten die Informationen über die Anordnung der Ebenen und die Koordinaten der Bilder. Diese können auch mit einem Texteditor bearbeitet werden.

Manchmal werden Module auch durch Textdateien oder Bilder ergänzt, weshalb es sich immer lohnt in den Ordner des Moduls hineinzuschauen, bevor man es öffnet.

## Jugendschutz
Jugendschutz ist bei der Bereitstellung der Module durchaus ein Thema, das man beim Erstellen von Kisekae-Modulen beachten muss, um Probleme zu vermeiden. Hierbei sind nicht nur moralische, sondern auch gesetzliche Aspekte, für die mögliche Zielgruppe zu sehen. Denn wenn es aus anatomischer Sicht etwas zu korrekt gestaltet wurde, kann dies schwere Folgen für den Künstler haben.
Weshalb in manchen Ländern die Programmierer eher zurückhaltend mit eigenen Modulen sind, um nicht ins falsche Licht gerückt zu werden. Allerdings sind Links zu Modulen mit Adult-Inhalten, durch entsprechende Hinweise gekennzeichnet bzw. werden vom Administrator des Web-Archives durch gesicherte Bereiche möglichst unzugänglich für Kinder gemacht.
Außerdem gibt es Einstellungsmöglichkeiten für eine diskrete Art von „Kindersicherung“, wie eine erhöhte Fixierung von verschiedenen Kleidungsstücken, die sich nicht in jedem Viewer umgehen lassen.

## Verbreitung und Community
Im Allgemeinen sind Künstler in Kisekae Ningyou Clubs organisiert, die es auf Plattformen wie z. B. Yahoo gibt. In Japan, dem Heimatland des Kisake Set System, gibt es gewaltige Datenbanken, die sich noch heute im stetigen Wachstum befinden.
Allen voran die Big KiSS Page, allerdings ist der Zugriff auf die meisten Module der Startseite zur Kostendeckung des Web-Hostings seit dem 16. März 2001 nur noch per Bezahlservice möglich. Wobei auf der Seite noch einer kleinen Sammlung „freier“ Module auch eine Auswahl an Viewern und Editoren zu finden ist. Durch die Umstellung auf das Bezahlsystem ist die Anzahl der aktiven Künstler in diesem Bereich allerdings gesunken und die Sub-Szene der Sammler geschrumpft.
Wobei es in anderen Ländern teilweise nur mit großem Aufwand möglich ist, eine Datenbank oder einzelne Module auf Seiten, in der jeweiligen Muttersprache zu finden. Dies ist vor allem durch die Vielzahl der Konverter und Hilfen zurückzuführen, die größtenteils nur in Englisch oder Japanisch erhältlich sind.
In Deutschland z. B. beschränkt sich die Verbreitung von Modulen auf Heft-CDs auf die Mitte der 1990er und wenige Hefte wie:
- Fun Online (November 1996)
- In´side Shareware (1996–1997)

Wobei dies auch letztendlich mit den veränderten Bestimmungen zum Inhalt der Heft-CD in nächster Zeit sich nicht ändern wird.